# هاستس بلاف
هاستس بلاف (به انگلیسی: Haasts Bluff) شهرکی واقع در ایالت قلمرو شمالی در استرالیاست.